# Careggine
Careggine és un comune (municipi) italià de la província de Lucca, ubicat al vessant oriental dels Alps Apuans, al nord de la regió de la Toscana. Amb 539 habitants és el municipi menys poblat de la província de Lucca.

## Geografia física
Careggine es troba a la Garfagnana, un territori entre els Alps Apuans i els Apenins tosco-emilians. És un dels municipis que es troba a major altitud: oscila entre un mínim de 384 msnm i un màxim de 1.575 msnm, l'ajuntament es troba a 882 msnm.

## Evolució demogràfica
| Gràfica d'evolució demogràfica de Careggine entre 1861 i 2018 |
|                                                               |
| Font ISTAT - Elaboració gràfica d Viquipèdia                  |